# Dušan Švento
Dušan Švento (* 1. srpna 1985, Ružomberok, Československo) je bývalý slovenský fotbalový záložník či obránce. Mimo Slovensko působil na klubové úrovni v Rakousku, Německu a České republice. Jeho vzorem je italský fotbalista Francesco Totti.
Za rok 2006 vyhrál cenu Petra Dubovského, která se na Slovensku uděluje nejlepšímu slovenskému hráči do 21 let. Je věřící (křesťan).
S rakouskou partnerkou má syna Dušana-Damiana (* 2015).

## Klubová kariéra
Odchovanec slovenského týmu MFK Ružomberok přišel do Slavie Praha v létě 2005 a řada fanoušků tento nákup kritizovala. Stačilo ale několik utkání a Švento se stal oblíbeným. Jeho největšími přednostmi byly rychlost a zrychlení, ale i přesné centry, to všechno vedlo k neotřesitelné pozici v týmu. Švento měl velký potenciál a byl jedním z největších talentů Slavie i celého slovenského fotbalu.
Na začátku sezony 2007/08 si zranil koleno, musel na operaci a přišel o velkou část sezóny. Přesto odehrál 7 zápasů, většinou v nich střídal, protože neměl po zranění dostatečnou fyzičku. I v těchto sedmi zápasech byl platný, a tak s klubem mohl oslavit v té samé sezóně titul. Oslavu titulu si se Slavií zopakoval i o sezonu později.
V létě 2009 přestoupil do týmu rakouského mistra FC Red Bull Salzburg, odhadovaná částka za přestup se blížila 2 milionům euro. 7. listopadu 2013 v zápase skupinové fáze Evropské ligy 2013/14 s domácím belgickým mužstvem Standard Liège přispěl gólem k výhře 3:1, Salcburk postoupil do jarních vyřazovacích bojů. Se Salzburgem vyhrál třikrát ligový titul (2010, 2012, 2014) a dvakrát rakouský fotbalový pohár (2012, 2014). V letech 2012 a 2014 tak získal rakouský double.
V květnu 2014 se dohodl na přestupu s německým klubem 1. FC Köln, který po dvou letech postoupil do 1. německé Bundesligy. Zde působil až do června 2016, poté se vrátil do SK Slavia Praha, kde podepsal dvouletý kontrakt.
V sezóně 2016/17 získal se Slavií titul mistra nejvyšší české soutěže.

## Reprezentační kariéra
Dušan Švento působil ve slovenském reprezentačním výběru do 21 let.
V reprezentačním A-mužstvu Slovenska debutoval 15. srpna 2006 v přátelském utkání v Bratislavě proti národnímu týmu Malty (výhra 3:0).
Začátkem února 2013 jej po 8 měsících povolala do slovenské reprezentace dvojice hlavních trenérů Stanislav Griga a Michal Hipp, Slovensko čekal přátelský zápas v Bruggách s domácí Belgií. Dušan Švento měl předtím zraněné koleno. 6. února do utkání nastoupil, Slovensko sahalo po remíze, ale nakonec střetnutí prohrálo 1:2 gólem z 90. minuty.
V březnu 2013 figuroval v nominaci slovenského národního týmu pro kvalifikační zápas s Litvou (22. března) a přátelské utkání se Švédskem (26. března, oba zápasy měly dějiště v Žilině na stadiónu Pod Dubňom). Nastoupil v zápase proti Litvě, který skončil remízou 1:1 i v utkání se Švédskem (0:0).
Se slovenskou reprezentací slavil 12. října 2015 postup na EURO 2016 ve Francii (historicky první pro Slovensko v éře samostatnosti).

### EURO 2016
Trenér Ján Kozák jej zařadil do 23členné nominace pro EURO 2016 ve Francii, kam se Slovensko probojovalo poprvé v éře samostatnosti.
V prvním utkání nastoupil proti Walesu, Slovensko prohrálo 1:2. Ve druhém zápase proti Rusku byl u výhry 2:1, v posledním zápase základní skupiny proti Anglii (remíza 0:0) také nastoupil. Slovenští fotbalisté skončili se 4 body na třetím místě tabulky, v osmifinále se představili proti reprezentaci Německa (porážka 0:3, Švento nehrál), a s šampionátem se rozloučili.

### Reprezentační zápasy a góly

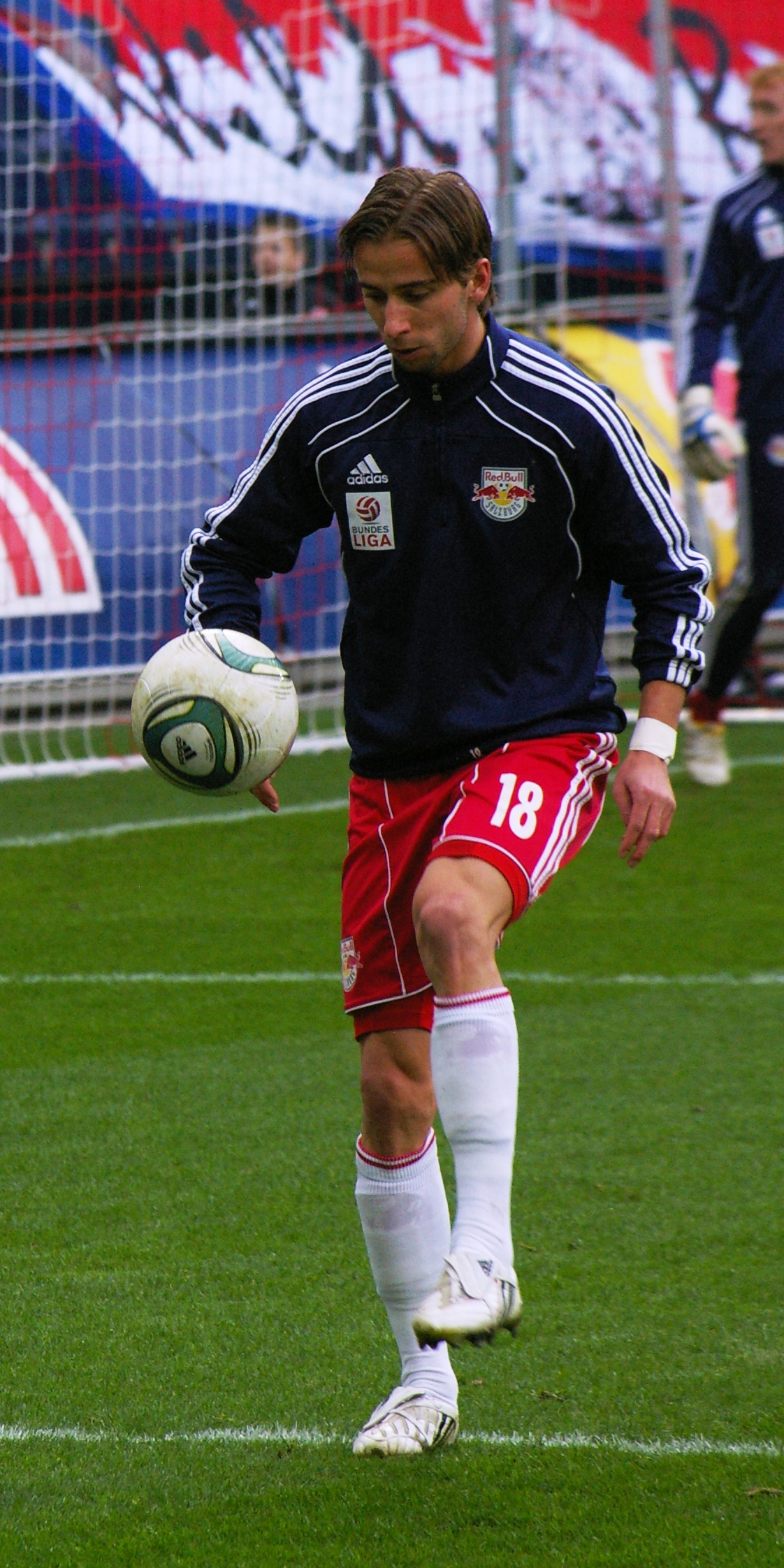
Dušan Švento v roce 2011

Zápasy Dušana Šventa v A-týmu slovenské reprezentace
| 2006                | 6  | 1 |
| 2007                | 4  | 0 |
| 2008                | 4  | 0 |
| 2009                | 4  | 0 |
| 2010                | 2  | 0 |
| 2011                | 0  | 0 |
| 2012                | 2  | 0 |
| 2013                | 6  | 0 |
| 2014                | 3  | 0 |
| 2015                | 3  | 0 |
| 2016                | 13 | 0 |
| Celkem              | 47 | 1 |
| Platí k 11. 8. 2017 |    |   |

Góly Dušana Šventa v A-týmu slovenské reprezentace
| 1                   | 7. 10. 2006 | Millennium Stadium, Cardiff, Wales | Wales | 0:1 | 1:5 | kvalifikace na EURO 2008 |
| Platí k 11. 8. 2017 |             |                                    |       |     |     |                          |

## Úspěchy

### Individuální
- 1× Cena Petra Dubovského (nejlepší slovenský fotbalista do 21 let) – 2006[2]
- 1× nejlepší zahraniční hráč Gambrinus ligy – 2006